# Storfors
Storfors este un oraș în Suedia.

## Demografie
| \| Evoluția demografică a zonei urbane Storfors, 1970–2015 \| Evoluția demografică a zonei urbane Storfors, 1970–2015 \| Evoluția demografică a zonei urbane Storfors, 1970–2015 \| Evoluția demografică a zonei urbane Storfors, 1970–2015 \| Evoluția demografică a zonei urbane Storfors, 1970–2015 \| \| --------------------------------------------------------------------------------------- \| ------------------------------------------------------- \| ------------------------------------------------------- \| ------------------------------------------------------- \| ------------------------------------------------------- \| \| An \| \| \| Locuitori \| \| \| 1970 \| 1970 \| \| 3.848 \| 3.848 \| \| 1975 \| 1975 \| \| 3.428 \| 3.428 \| \| 1980 \| 1980 \| \| 3.386 \| 3.386 \| \| 1990 \| 1990 \| \| 3.016 \| 3.016 \| \| 1995 \| 1995 \| \| 2.900 \| 2.900 \| \| 2000 \| 2000 \| \| 2.542 \| 2.542 \| \| 2005 \| 2005 \| \| 2.442 \| 2.442 \| \| 2010 \| 2010 \| \| 2.337 \| 2.337 \| \| 2015 \| 2015 \| \| 2.218 \| 2.218 \| \| Sursa: SCB - Statistika Centralbyrån, Folkmängden per tätort. Vart femte år 1960 - 2016 \| \| \| \| \| |      |  |           |       |
| Evoluția demografică a zonei urbane Storfors, 1970–2015 |      |  |           |       |
| An |      |  | Locuitori |       |
| 1970 | 1970 |  | 3.848     | 3.848 |
| 1975 | 1975 |  | 3.428     | 3.428 |
| 1980 | 1980 |  | 3.386     | 3.386 |
| 1990 | 1990 |  | 3.016     | 3.016 |
| 1995 | 1995 |  | 2.900     | 2.900 |
| 2000 | 2000 |  | 2.542     | 2.542 |
| 2005 | 2005 |  | 2.442     | 2.442 |
| 2010 | 2010 |  | 2.337     | 2.337 |
| 2015 | 2015 |  | 2.218     | 2.218 |
| Sursa: SCB - Statistika Centralbyrån, Folkmängden per tätort. Vart femte år 1960 - 2016 |      |  |           |       |